# ヘルマン・ロールシャッハ

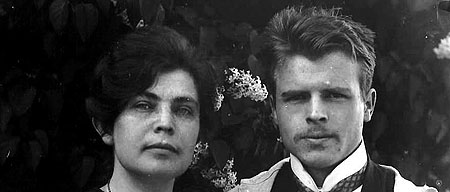
妻オルガ（左）とロールシャッハ（右）

ヘルマン・ロールシャッハ（アレマン語: Hermann Rorschach、1884年11月8日 - 1922年4月2日）は、スイス、チューリッヒ出身の精神療法家、フロイト派に属する精神分析家。
1921年に、被験者にインクのしみを見せて何を想像するかを述べてもらい、その言語表現を分析することによって被験者の思考過程やその障害を推定する「ロールシャッハ・テスト」を考案した。

## 生涯
1884年11月8日に、スイスのチューリッヒに無名の画家、美術教師であった父のもとに生まれ、幼少期から青年期にかけてチューリッヒとシャフハウゼンで育った。
小学校は州立学校に通っていたが、ロールシャッハはいつも絵を描いていたことから「インクのシミ」と言う意味がある「クレックス（Klecks）」とあだ名されていた。
始めは父に倣って芸術家を志していたが、高校を卒業する前に科学か芸術の道に進むかを決めきれず、ドイツの生物学者であるエルンスト・ヘッケルに自身の進路に関する相談を手紙に書いて送った。結局ヘッケルの後押しで1904年にチューリッヒ大学に進学し、精神療法家になることを目指して精神医学の道を進んだ。
チューリッヒ大学では、1906年にロシアとベルリンに留学し、当時精神医学の教授を務めていた同国出身の医学者、精神科医であるオイゲン・ブロイラーの弟子となり、一般精神医学や特殊精神療法学、並びに臨床精神療法学を学んだ。その他に同国出身の精神科医であるカール・グスタフ・ユングの「ヒステリー」に関する精神病理学を聴講した。
1909年に医学を修め、当時付き合っていたタタールスタン共和国のカザン出身であったオルガ・シュテンペリン（Olga Stempelin）と婚約した。
1912年にブロイラーの指導のもと論文『反応性幻覚と類似現象』を著し、翌年1913年に卒業した。
また同年にオルガと結婚し、ロシアに移り住んだ。なお、1917年には息子が生まれ、1919年には娘を授かった。
1913年にロシアで夫婦揃って医師として生計を立てようとしたが、あえなく挫折した。その後ロールシャッハは、ミュンスターリンゲン、ベルン、ヘリザウの精神病院に勤務した。
なお、1911年頃 よりインクのシミを用いて連想実験を始めるようになるが、精神分析学に関心を持つようになり、途中で中断し、スイスの宗教についての研究を行った。
1919年には、精神分析学の実験が評価され、スイス精神分析協会の副会長に任命された。
1921年にロールシャッハの主著で、「ロールシャッハ・テスト」について言及されている全2巻からなる『精神診断学（Psychodiagnostik）』が刊行されたが、末期の盲腸炎を起こし、1922年にヘリザウで腹膜炎のため37歳で夭折した。
その後、ロールシャッハ・テストは、フランスの心理学者アルフレッド・ビネーらによって発展し、1993年にアメリカの心理学者ジョン・E・エクスナーがロールシャッハ・テストをまとめて、包括的なシステムを作り上げた。

## ロールシャッハ・テスト
ロールシャッハは、1917年、空想を研究テーマにしていたツィマン・ヘンスの研究を発見し、その際インクのしみの着いたカードを用いてみた。1年後、彼は15枚の偶然にインクのしみのついたカードを使った実験を開始した。彼の意図によれば、被対象者の主観的な回答、推理、知覚能力、知性や情緒的な性格を引き出すことを可能にしてくれる筈だった。
ロールシャッハテストは、彼によれば様々な解釈できるような刺激、この場合はインクのしみに対して投影された人間の様々な傾向、解釈や感情を基礎としている。熟練した観察者は、被験者の深層にある人格的な性格の特徴や衝動を正確に読み取ることができるというのである。
ロールシャッハは、『精神診断学』の中に300人もの精神病患者や100人もの被験者についての成果を発表している。彼の方法は、以後、精神医学の評価や診断のツールとして用いられるようになった。
ロールシャッハテストにはなおさまざまな疑義がある。擁護者は、人の人格の全てを深く評価するための質的で高く評価されるべき手法であるといい、反対者は、信頼性の低い欠陥だらけのテストだと主張している。

## その他
2013年11月8日、Googleのトップページにロールシャッハ生誕129周年を記念してロールシャッハ・テストがロゴに採用された。

## 著作

### 論文
- Über „Reflexhalluzinationen“ und verwandte Erscheinungen, Zeitschrift für die gesamte Neurologie und Psychiatrie 13, 1912, S. 357–400
- Reflexhalluzinationen und Symbolik, Zentralblatt für Psychoanalyse 3, 1912, S. 121–128
- Pferdediebstahl im Dämmerzustand, Archiv für Kriminal-Anthropologie und Kriminalistik 49, 1912, S. 175–180
- Ein Beispiel von mißlungener Sublimierung und ein Fall von Namenvergessen, Zentralblatt für Psychoanalyse 2, 1912, S. 403–406
- Zur Pathologie und Operabilität der Tumoren der Zirbeldrüse, Beiträge zur klinischen Chirurgie 83, 1913, S. 451–474
- Über die Wahl des Freundes beim Neurotiker, Zentralblatt für Psychoanalyse und Psychotherapie 3, 1913, S. 524–527
- Analyse einer schizophrenen Zeichnung, Zentralblatt für Psychoanalyse und Psychotherapie 4, 1913, S. 53–58
- Analytische Bemerkungen über das Gemälde eines Schizophrenen, Zentralblatt für Psychoanalyse und Psychotherapie 3, 1913, S. 270–272
- Assoziationsexperiment, freies Assoziieren und Hypnose im Dienst der Hebung einer Amnesie, Correspondenz-Blatt für Schweizer Ärzte 47, 1917, S. 898–905
- Einiges über schweizerische Sekten und Sektengründer, Schweizer Archiv für Neurologie und Psychiatrie 1, 1917, S. 254–258
- Weiteres über schweizerische Sektenbildungen, Schweizer Archiv für Neurologie und Psychiatrie 2, 1919, S. 385–388
- Ein Mord aus Aberglauben, Schweizer Volkskunde 10, 1920, S. 39–43
- Über ein wahrnehmungsdiagnostisches Experiment, Schweizer Archiv für Neurologie und Psychiatrie 6, 1920, S. 360–361

### 専門論文集
- Psychodiagnostik. Methodik und Ergebnisse eines wahrnehmungsdiagnostischen Experiments (Deutenlassen von Zufallsformen), Ernst Bircher, Bern 1921

### 遺構
- Emil Oberholzer (Hrsg.): Zur Auswertung des Formdeutversuchs für die Psychoanalyse, Zeitschrift für die gesamte Neurologie und Psychiatrie 82, 1923, S. 240–274
- Zwei schweizerische Sektenstifter (Binggeli und Unternährer), Imago 13 (Sonderheft), 1927, S. 395–441
- Christian Müller, Rita Signer (Hrsg.): Briefwechsel, Hans Huber, Bern 2004, ISBN 978-3-456-84044-4